# البهائية في ألمانيا

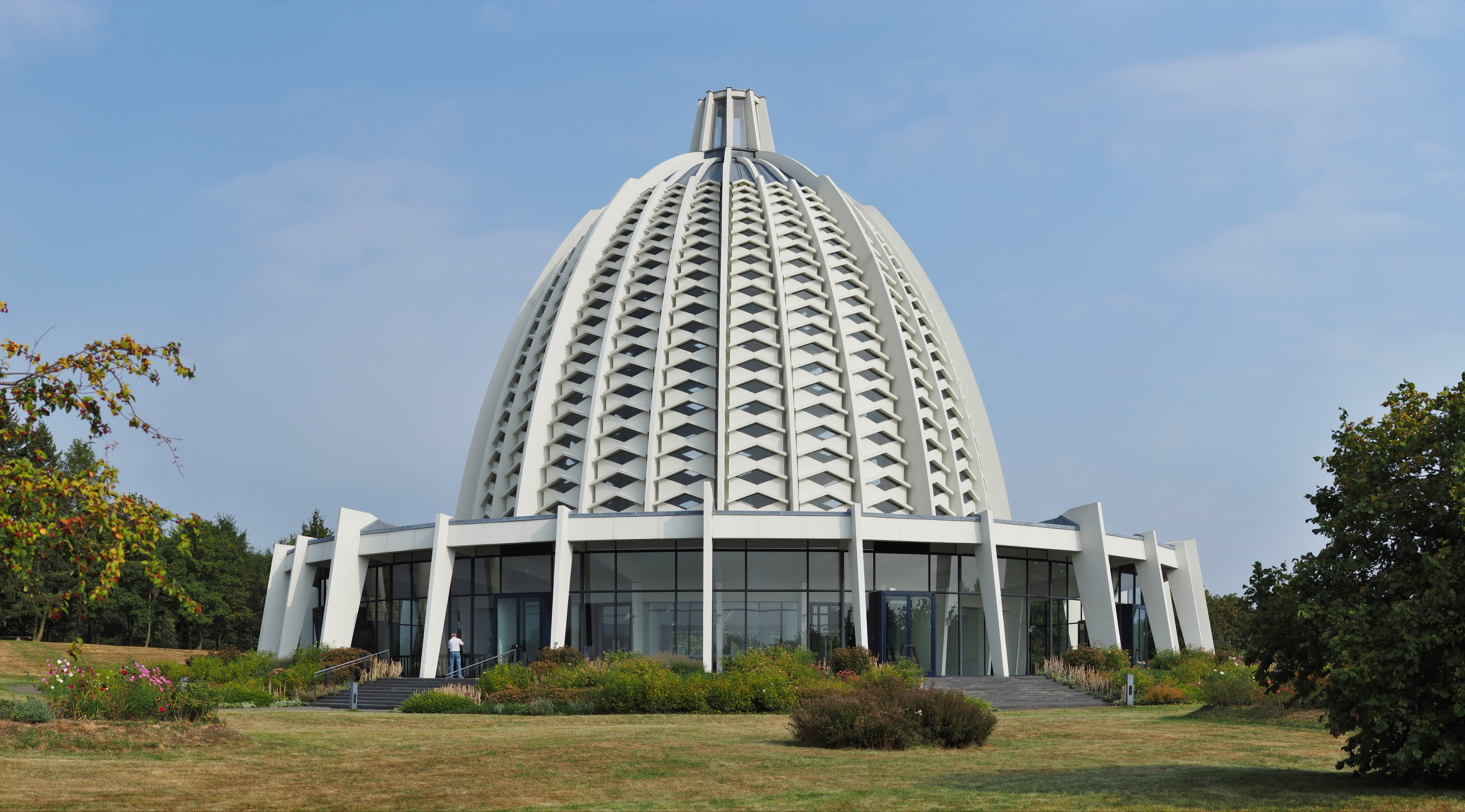
دار عبادة البهائيين في لانغنهاين بالقرب من فرانكفورت

على الرغم من ذكره في الأدب الألماني في القرن التاسع عشر، إلا أن تاريخ البهائية في ألمانيا تبدأ أحداث قصته في أوائل القرن العشرين عندما عاد اثنان من المهاجرين إلى الولايات المتحدة في زيارات مطولة إلى ألمانيا حاملين معهم دينهم الجديد. تأسست أول جمعية روحية محلية للبهائيين بعد تحول عدد كافٍ من الأفراد لانتخاب جمعية واحدة في عام 1908. بعد زيارة عبد البهاء، رئيس الدين آنذاك، وتأسيس العديد من الجمعيات الأخرى في جميع أنحاء ألمانيا على الرغم من صعوبات الحرب العالمية الأولى، تمت الدعوة إلى إجراء انتخابات لأول جمعية روحية وطنية بهائية في عام 1923. حظر الدين البهائي لفترة من الوقت من قبل الحكومة النازية ثم في ألمانيا الشرقية، وتم إعادة تنظيم الدين وسرعان ما تم تكليفه بمهمة بناء أول دار عبادة بهائية في أوروبا. بعد إعادة توحيد ألمانيا، تضاعفت اهتمامات المجتمع عبر مجموعة واسعة من الاهتمامات، مما أكسبه ثناء السياسيين الألمان. تظهر بيانات التعداد السكاني الألماني وجود 5600 بهائي مسجل في ألمانيا في عام 2012. وقد قدرت جمعية أرشيفات بيانات الأديان (بالاعتماد على الموسوعة المسيحية العالمية) عدد البهائيين بنحو 11743 في عام 2005 و12356 بهائيًا في عام 2010. وفقًا للجمعية الروحية الوطنية للبهائيين في ألمانيا، يتألف المجتمع البهائي الألماني من حوالي 100 مجتمع محلي و6000 عضو، بحلول نهاية عام 2019.

## القرن الأول

### المرحلة المبكرة
سافر إبراهيم جورج خيرالله، وهو من أوائل البهائيين من لبنان، عبر ألمانيا في عام 1892 محاولًا كسب لقمة العيش، لكنه لم يجد أي اهتمام باختراعاته، وانتقل إلى الولايات المتحدة في فبراير 1893. هناك تمكن من تحويل بعض الأفراد بحلول عام 1895 (انظر ثورنتون تشيس). وبعد هذه التحويلات، أصبح بعض المهاجرين الألمان بهائيين أيضًا. وقد سافر اثنان منهم على وجه الخصوص إلى ألمانيا: إدوين فيشر وألما نوبلوخ. كان الدكتور إدوين فيشر، وهو طبيب أسنان، قد هاجر في عام 1878 من ألمانيا إلى مدينة نيويورك، وأصبح بهائيًا هناك، ثم عاد إلى شتوتغارت في عام 1905. استغل فيشر كل فرصة، بما في ذلك الحديث مع مرضاه، للإشارة إلى التعاليم البهائية، ومع مرور الوقت اعتنق عدد قليل من الألمان هذا الدين. أما البهائي الألماني الآخر، ألما نوبلوخ، فقد أصبح بهائيًا في عام 1903، قبل فيشر، ولكنه وصل إلى ألمانيا في عام 1907. بدأت هذه المجموعة الصغيرة من البهائيين في تنظيم وتشكيل جمعية روحية محلية بهائية في عام 1908، وبحلول عام 1909 بدأت في نشر الكتيبات والرسائل والكتب البهائية بما في ذلك الكلمات المخفية وتاريخ الدين من تأليف نوبلوخ. تأسست الجمعية الروحية الثانية في ألمانيا سنة 1909 في إسلينجن.
في المستعمرة الألمانية في فلسطين، كجزء من الشتات الألماني في جميع أنحاء العالم، كانت "السيدة دكتور فولشير" طبيبة عائلة عبد البهاء، نجل مؤسس الدين. أصبحت فولشير لاحقًا بهائية عندما عادت إلى ألمانيا بحلول عام 1930. أقام البهائي الأوائل البارز لويس جورج جريجوري في فندق في المستعمرة الألمانية في حيفا أثناء رحلته البهائية  إلى فلسطين في ربيع عام 1911 وفي رحلة العودة زار ألمانيا بناءً على طلب عبد البهاء  في خريف عام 1912.

### زيارة عبد البهاء إلى ألمانيا
زار عبد البهاء، رئيس الدين آنذاك، ألمانيا لمدة 8 أيام في عام 1913، بما في ذلك زيارة شتوتغارت وإسلينجن وباد ميرجينثيم. خلال هذه الزيارة تحدث إلى مجموعة من الشباب وكذلك إلى تجمع من الناطقين باللغة الاسبرانتو. في أقل من عقد من الزمان، تشير المصادر البهائية إلى وجود حوالي 300 بهائي في ألمانيا بحلول وقت وصول عبد البهاء. انظر رحلات عبد البهاء إلى الغرب.
كتب عبد البهاء سلسلة من الرسائل، أو الألواح، إلى أتباع الدين في الولايات المتحدة في عامي 1916 و1917؛ وقد تم تجميع هذه الرسائل معًا في كتاب ألواح الخطة الإلهية. أما الألواح السابعة فقد ذكرت مناطق أوروبية، وقد كتبت في 11 أبريل/نيسان 1916، ولكن تأخر تقديمها في الولايات المتحدة حتى عام 1919 ـ بعد نهاية الحرب العالمية الأولى ووباء الإنفلونزا الإسبانية. تمت ترجمة اللوح السابع وتقديمه في 4 أبريل 1919، ونشر في مجلة نجم الغرب في 12 ديسمبر 1919 وذكر ألمانيا. يقول:
باختصار، لقد أشعلت هذه الحرب التي تهلك العالم نارًا في القلوب لا توصف. في جميع دول العالم، يستحوذ الشوق إلى السلام الشامل على وعي البشر. ما من روح إلا وتتوق إلى الوئام والسلام. لقد تحققت حالة رائعة من التقبل... لذا، يا مؤمني الله! ابذلوا جهدكم، وبعد هذه الحرب انشروا خلاصة التعاليم الإلهية في الجزر البريطانية، وفرنسا، وألمانيا، والنمسا والمجر، وروسيا، وإيطاليا، وإسبانيا، وبلجيكا، وسويسرا، والنرويج، والسويد، والدنمارك، وهولندا، والبرتغال، ورومانيا، وصربيا، والجبل الأسود، وبلغاريا، واليونان، وأندورا، وليختنشتاين، ولوكسمبورغ، وموناكو، وسان مارينو، وجزر البليار، وكورسيكا، وسردينيا، وصقلية، وكريت، ومالطا، وأيسلندا، وجزر فارو، وجزر شيتلاند، وجزر هيبريدس، وجزر أوركني.
أشاد عبد البهاء بالبهائيين الألمان - "أفراد... يتمتعون بعيون ثاقبة وآذان صاغية" كانوا "منجذبين إلى مبادئ وحدة البشرية" وعاملوا "جميع شعوب وأجناس الأرض بروح من الوئام والزمالة". وتوقع أن "تتفوق ألمانيا على جميع المناطق الأخرى" و"تقود جميع دول وشعوب أوروبا روحياً". واصل شوقي أفندي، رئيس الدين بعد وفاة عبد البهاء، التعليق على ألمانيا وبهائييها؛ وكتب أنه خلال الحكومة النازية أظهر البهائيون الألمان أنهم "المجتمع البهائي الألماني الكبير القلب، الذي لا يعرف الكلل، والمحبوب كثيرًا".

### الحرب العالمية الأولى

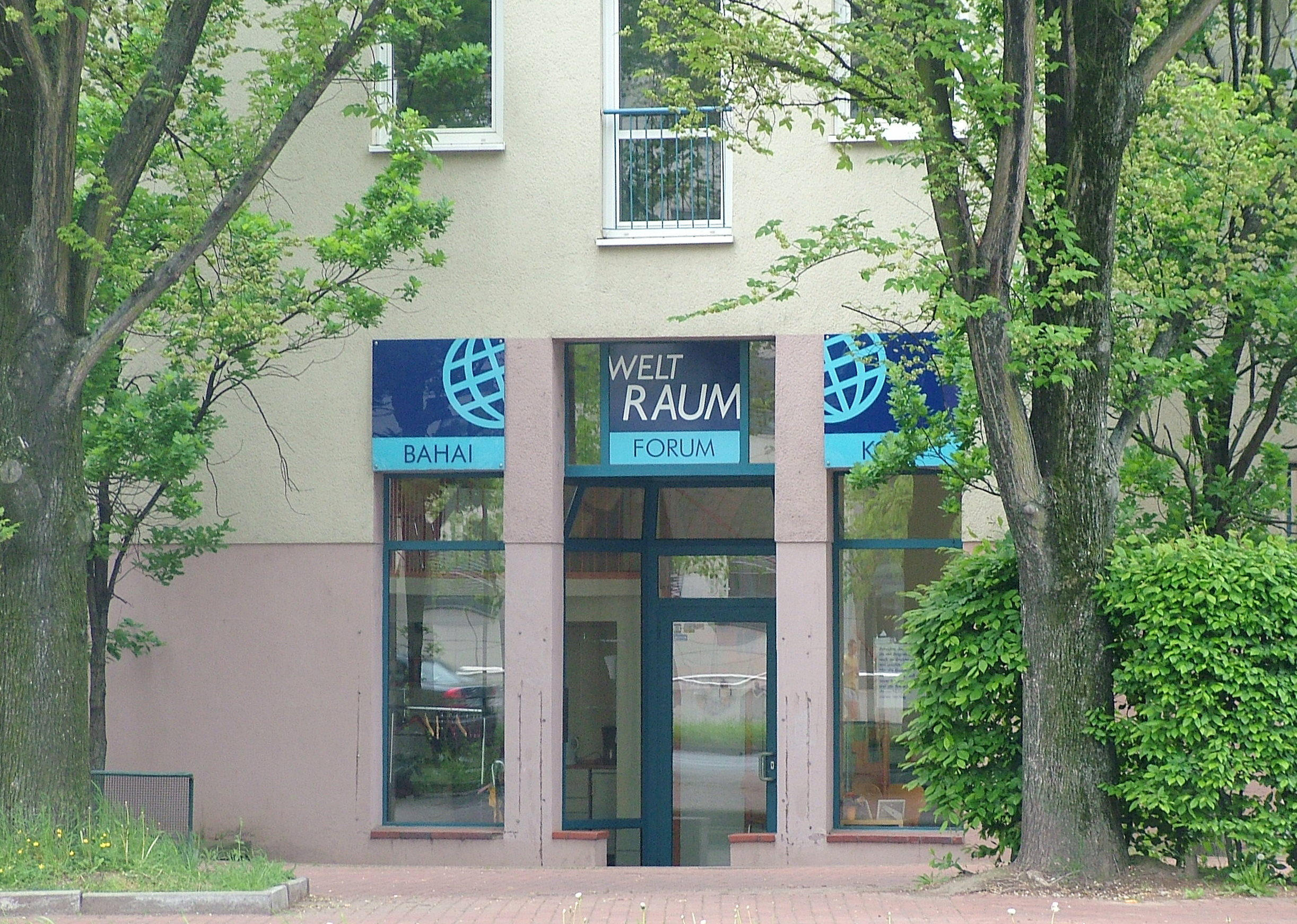
مركز المجتمع البهائي في كولونيا، ألمانيا

ومع اتساع نطاق الحرب العالمية الأولى وتداعياتها، سعى البهائيون إلى اتباع مسارات عمل أخرى. في عام 1916، تم رفع لوحة تذكارية لتكريم زيارة عبد البهاء إلى باد ميرجينثيم. في 23 مايو 1916، تعرف النمساوي فرانز بولينجر على الدين أثناء إقامته في شتوتغارت وعند عودته إلى النمسا كان له دور بارز في نمو الدين هناك. عندما دخلت الولايات المتحدة الحرب، كان على الأفراد من هناك، مثل فيشر  وكنوبلوخ  مغادرة ألمانيا والعودة إلى الولايات المتحدة. عند عودته إلى الولايات المتحدة، ذهب فيشر إلى منطقة لوس أنجلوس وذهب نوبلوخ إلى نيويورك. في موجة من المشاعر المعادية لألمانيا (انظر اعتقال الأمريكيين الألمان لقضايا مماثلة بعد جيل) تم القبض على فيشر بتهمة التجسس لصالح ألمانيا والتي تم إسقاطها. وبما أن ألمانيا كانت متحالفة مع الإمبراطورية العثمانية، فقد لعبت حملة سيناء وفلسطين في الحرب العالمية الأولى دورًا مهمًا مع البهائيين في فلسطين - وخاصة معركة مجدو في سبتمبر 1918. وكنتيجة مباشرة لأحداث المعركة، تم إنقاذ عبد البهاء بعد تلقيه تهديدات بالقتل في حالة خسارة الجانب العثماني (أحداث لعب فيها ويليسلي تيودور بول دورًا مهمًا).

### إغلاق ما بعد الحرب
بعد الحرب العالمية الأولى، نظمت الجماعة البهائية الوطنية مؤسسة النشر البهائية الألمانية  وفي عام 1920 أصبح أدلبرت مولشليغل بهائيًا، وتم تعيينه لاحقًا كأحد أيادي الأمر، وهم أفراد يعتبرون أنهم حققوا مرتبة متميزة في خدمة الدين. كان أول ثلاثة مؤمنين أثروا بشكل حاسم على البهائيين الألمان. كما هو الحال مع المهاجرين الألمان الآخرين الذين اعتنقوا الدين، سعى سيجفريد شوبفلوخر، الذي ولد في ألمانيا، كيهودي أرثوذكسي، إلى وحدة أوسع ووجد الدين البهائي أثناء وجوده في كندا في صيف عام 1921؛ كما تم تعيينه لاحقًا كمساعد للقضية. كانت آخر لوحة كتبها عبد البهاء قبل وفاته موجهة إلى البهائيين في شتوتغارت في نوفمبر 1921.

### فترة ما بين الحربين
في عام 1921، نُشرت مجلة جديدة بعنوان "شمس الحقيقة" لأول مرة كواحدة من المجلات البهائية الخمس التي أصدرها البهائيون الألمان خلال عشرينيات القرن العشرين. وقد احتوى على أدبيات بهائية مترجمة حديثًا وأخبار من المجتمع البهائي في جميع أنحاء العالم.
في عام 1923 انتخبت أول جمعية روحية وطنية بهائية "حيث كانت الظروف مواتية وتزايد عدد الأصدقاء ووصل إلى حجم كبير". إلى جانب الهند والجزر البريطانية، انتخبت الجمعية الروحية الوطنية للبهائيين في ألمانيا والنمسا لأول مرة في ذلك العام. في عام 1925 كان هناك 95 مندوبًا أجروا الانتخابات. تذكر قائمة عام 1925 للمراكز البهائية المحلية ما لا يقل عن 26 مركزًا في ألمانيا، مقارنة بثلاثة في إنجلترا واثنين في سويسرا. في أواخر عام 1926  ومرة أخرى في عام 1929  تحدثت مارثا روت، التي سافرت على نطاق واسع، في معظم الجامعات والكليات التقنية الألمانية. كان يوجين شميت، الثاني من بين المؤمنين الثلاثة الذين أثروا بشكل حاسم على البهائيين الألمان، بهائيًا وانتخب عضوًا في الجمعية الروحية الوطنية في ألمانيا منذ عام 1932 لسنوات عديدة وشغل منصب الرئيس في السنوات الحاسمة لإعادة البناء بعد الحرب العالمية الثانية.
ومن بين البهائيين الذين زاروا ألمانيا أميليا كولينز، وماريون جاك، ولويزا ماثيو جريجوري، زوجة لويس جورج جريجوري. كان هناك بهائي آخر مرتبط بألمانيا وهو روبرت سينجستاك آبوت، وكان والده بالتبني ألمانيًا، ومن خلال صلاته العائلية، ظل على اتصال بعائلته في ألمانيا. في عام 1930 ضم المؤتمر الوطني مندوبين من شتوتغارت، روستوك، هامبورغ، شفيرين، كارلسروه، غوبينغن، بيسينغين، ومن فيينا. ضمت الجمعية الوطنية لعام 1931 أربع نساء وخمسة رجال. في عام 1935، أعاد شوقي أفندي، رئيس الدين آنذاك، تنظيم المجتمع الألماني لتغطية النمسا أيضًا حتى يشتركوا في جمعية وطنية إقليمية.

### الفترة النازية
خلال الفترة النازية المبكرة، كان البهائيون يتمتعون بالحرية العامة؛ فقد أعربت ماري ماكسويل روحيه خانوم، قبل أن تصبح زوجة شوقي أفندي، عن رغبتها الكبيرة في تعلم اللغة الإسبانية. ومع ذلك، أحبطت الحرب الأهلية الإسبانية خططها للسفر إلى إسبانيا الجمهورية. وبدلاً من ذلك، اختارت ماري العيش مع ابنة عمها في ألمانيا النازية في عام 1935، وهي الخطوة التي أيدها شوقي أفندي، وشجع ماري على تعزيز المجتمع البهائي الناشئ. لمدة 18 شهرًا، اندمجت ماري الصغيرة في الثقافة الألمانية، وارتدت زي الدرندل وتعلمت التحدث باللغة الألمانية بطلاقة. في عام 1936، أثناء وجودها في ألمانيا، تلقت ماري دعوة من شوقي أفندي للذهاب للحج مع والدتها. وقبلت الأم وابنتها الدعوة، وانتهت هذه الرحلة بزواج ماري من الجارديان في مارس/آذار 1937.
تمكنت ماي ماكسويل، زوجة ويليام سوثرلاند ماكسويل، من السفر عبر ألمانيا في عام 1936، على الرغم من إزالة اللوحة التذكارية لزيارة عبد البهاء. ومع ذلك، بحلول عام 1937، وقع هاينريش هيملر على أمر بحل مؤسسات الديانة البهائية في ألمانيا بسبب "اتجاهاتها الدولية والسلمية". وفي عامي 1939 و1942 جرت اعتقالات واسعة النطاق لأعضاء سابقين في الجمعية الروحية الوطنية. في مايو 1944، أقيمت محاكمة عامة في دارمشتات، حيث سُمح للدكتور هيرمان جروسمان بالدفاع عن شخصية الدين، ولكن البهائيين بدلاً من ذلك تم تغريمهم بغرامات باهظة، واستمر تفكيك مؤسساتهم. ومع ذلك، بالنسبة لهذه الخدمة وغيرها، تم تصنيف جروسمان باعتباره الثالث من بين المؤمنين الثلاثة الذين أثروا بشكل حاسم على البهائيين الألمان.

### بعد الفترة النازية
بعد سقوط ألمانيا النازية، بدأ البهائي الأمريكي جون سي. آيخيناور، الذي كان طبيباً في فرقة المشاة رقم 100 في جايسلينجن آنذاك، في البحث عن المجتمع البهائي في شتوتغارت. كان يقود سيارته عبر شتوتغارت بحثًا عن البهائيين ويسأل عنهم، وتمكن من العثور على شخص ما بحلول الليل/حظر التجول. وفي اليوم التالي، انعقد أول اجتماع للبهائيين منذ حلهم في عام 1937. كما انضم اثنان آخران من البهائيين الأميركيين، بروس دافيسون وهنري جارفيس، في فرانكفورت وهايدلبيرج على التوالي، إلى المجتمع البهائي في ألمانيا. في بداية تقسيم ألمانيا كان هناك حوالي 150 بهائيًا ألمانيًا في القسم الأمريكي، وتم تسجيلهم لدى السلطات الأمريكية. أعيد انتخاب الجمعية الروحية الوطنية في عام 1946  وبحلول عام 1950 كان هناك 14 جمعية روحية محلية:
| شارع بيرجستراسي | دارمشتات | إسلينجن | فرانكفورت | غوبينغن | هامبورغ  | هايدلبرغ |
| كارلسروه        | لايبزيغ  | نورمبرغ | بلوشينغن  | شفيرين  | شتوتغارت | فيسبادن  |

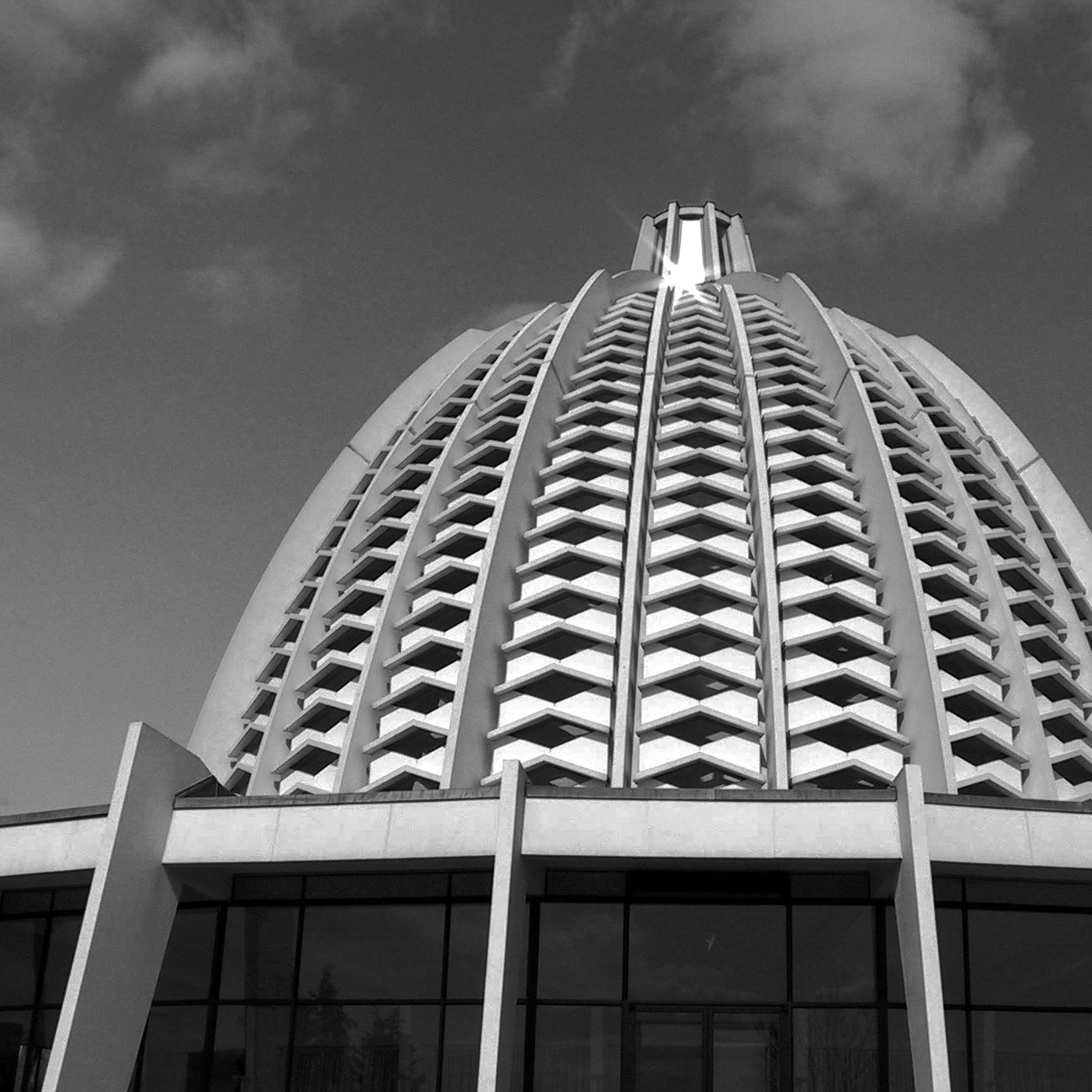
دار عبادة البهائيين في لانغنهاين بالقرب من فرانكفورت

والمجتمعات البهائية الأصغر في 27 مدينة.
ومع ذلك، في ألمانيا الشرقية الخاضعة لسيطرة الاتحاد السوفييتي، تم حل الديانة البهائية مرة أخرى في عام 1948. في ألمانيا الغربية، بحلول عام 1954 كانت هناك تقارير عن نمو كبير في الدين، ومن عام 1951 إلى عام 1966 تم إنتاج القرطاسية الدينية و" طابع سندريلا " في ألمانيا الغربية.

#### بيت العبادة
بدأ بناء بيت العبادة البهائي في لانجنهاين بالقرب من فرانكفورت، في عام 1952. كانت أميليا كولينز، يد القضية، ممثلة المجتمع البهائي الدولي في حفل وضع حجر الأساس في 20 نوفمبر 1960. تم تسميته بـ "معبد الأم لأوروبا"، وقد تم افتتاحه في عام 1964 من قبل يد القضية روحية خانوم، ممثلاً أول بيت عدل عالمي منتخب.
بحلول عام 1963 كانت قائمة الجمعيات المحلية:
| آخن     | برلين    | بادن بادن   | بون      | براونشفايغ | دارمشتات | دوسلدورف |
| إيبينجن | إرلانجن  | إيسن        | إسلينجن  | فرانكفورت  | فرايبورغ | جيسن     |
| غوبينغن | هامبورغ  | هانوفر      | هايدلبرغ | هايلبرون   | كارلسروه | كيل      |
| كولونيا | لينفيلدن | لودفيغسبورغ | مانهايم  | ميونيخ     | نورمبرغ  | شتوتغارت |
| أولم    | فيسبادن  |             |          |            |          |          |

تم العثور على البهائيين المعزولين في 86 موقعًا إضافيًا.
أُعطيت للبهائيين من ألمانيا الغربية مسؤولية محاولة تعزيز المجتمع البهائي في روسيا في عام 1963. خلال الستينيات والسبعينيات من القرن العشرين، قام عدد قليل من البهائيين بزيارة الاتحاد السوفييتي كسائحين، ولكن لم يتم بذل أي محاولة لنشر الدين. في عام 1986 سافر فريدو وشول زولزر وكارين رايتز من ألمانيا إلى الاتحاد السوفييتي لكنهم ظلوا هناك لفترات قصيرة فقط. وفي الثمانينيات وحتى التسعينيات، بدأت رابطة البهائيين الإسبرانتو في الازدهار خاصة في ألمانيا الغربية. كان أحد الأسباب وراء ذلك هو أن الإسبرانتو اكتسبت سمعة كونها "تذكرة دخول" إلى البلدان الواقعة خلف الستار الحديدي، وهي البلدان التي لم يكن للبهائيين القدرة على الوصول إليها خلال العقود السابقة (كانت أول زيارة للبهائيين إلى روسيا بعد الحرب العالمية الثانية في عام 1979.) 

### جمع شمل
بعد إعادة توحيد ألمانيا في عامي 1989 و1991 أصدرت المحكمة الدستورية الاتحادية في ألمانيا حكماً يؤكد على وضع الديانة البهائية كدين في ألمانيا. وتضمن التطوير المستمر للبرامج الموجهة للشباب مسرح الرقص المتنوع (انظر أوسكار ديجروي) الذي سافر إلى ألبانيا في فبراير 1997. تم تأليف كتاب "جعل الطريق المستقيم ملتويًا" لأودو شايفر وآخرون عام 2001 لدحض الجدل الذي دعمته الكنيسة الإنجيلية في ألمانيا والذي كتب عام 1981. منذ نشر هذا الكتاب، قامت الكنيسة الإنجيلية في ألمانيا بمراجعة علاقتها مع المجتمع البهائي الألماني. أشاد عضو البرلمان الاتحادي السابق إرنست أولريش فون فايتسيكر بأفكار المجتمع البهائي الألماني بشأن التكامل الاجتماعي، والتي نُشرت في بيان عام 1998، وأرسل المستشار هيلموت كول رسالة تهنئة إلى حفل عام 1992 بمناسبة الذكرى المئوية لصعود حضرة بهاء الله.

## مضاعفة الاهتمامات

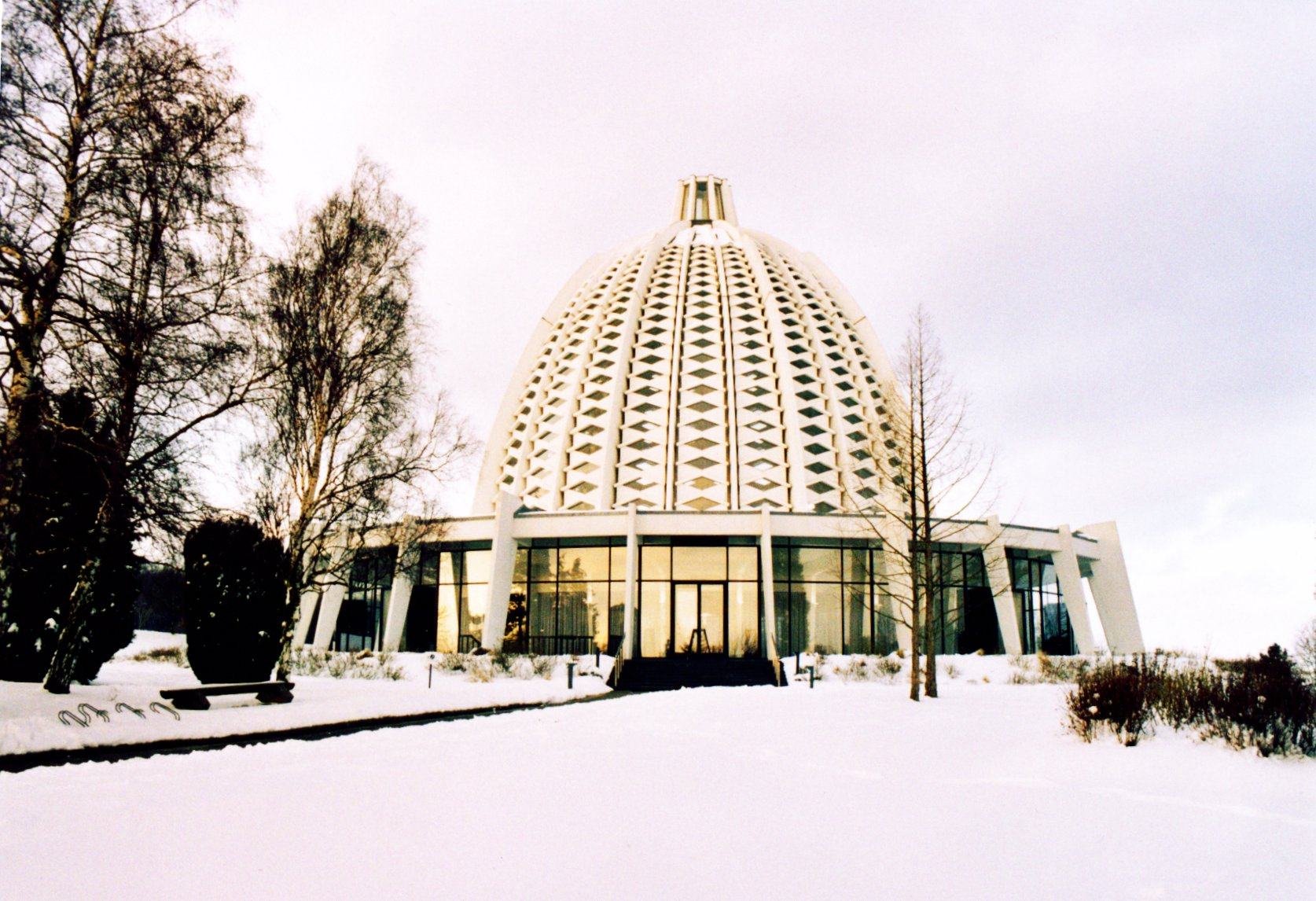
بيت العبادة البهائي أثناء تساقط الثلوج.

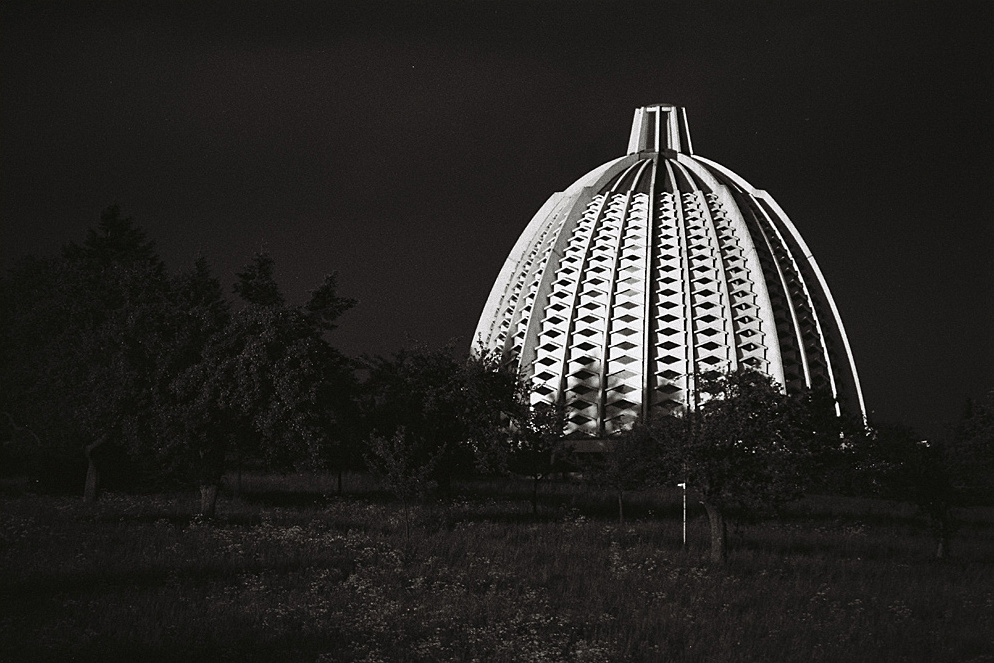
بيت العبادة البهائي

منذ نشأتها، كان للدين دور في التنمية الاجتماعية والاقتصادية بدءًا من منح المزيد من الحرية للنساء، وترويج تعليم الإناث باعتباره أولوية، وقد تم التعبير عن هذه المشاركة عمليًا من خلال إنشاء المدارس والتعاونيات الزراعية والعيادات. ودخل الدين مرحلة جديدة من النشاط عندما صدرت رسالة بيت العدل الأعظم بتاريخ 20 أكتوبر 1983. وحث البهائيين على البحث عن طرق متوافقة مع التعاليم البهائية، والتي يمكنهم من خلالها المشاركة في التنمية الاجتماعية والاقتصادية للمجتمعات التي يعيشون فيها. في عام 1979 كان هناك 129 مشروعًا بهائيًا للتنمية الاجتماعية والاقتصادية معترفًا بها رسميًا في جميع أنحاء العالم. وبحلول عام 1987، ارتفع عدد مشاريع التنمية المعترف بها رسميا إلى 1482 مشروعا. مع اقتراب الذكرى المئوية للمجتمع البهائي في ألمانيا، بدأ البهائيون في ألمانيا جهودهم في مجالات متنوعة ذات اهتمام. وتشير التقديرات إلى أن عدد زوار الجناح البهائي في معرض هانوفر 2000 بلغ 500 ألف شخص. وقد عرض المعرض البهائي الذي تبلغ مساحته 170 مترًا مربعًا، والذي استضافته الجماعة البهائية الدولية والجمعية الروحية الوطنية للبهائيين في ألمانيا، مشاريع التنمية في كولومبيا وكينيا وأوروبا الشرقية التي أوضحت أهمية بناء القدرات الشعبية، وتقدم المرأة، والقيم الأخلاقية والروحية في عملية التنمية الاجتماعية والاقتصادية. نظمت الجالية الألمانية جوقة بهائية وطنية في عام 2001 والتي قامت بجولات مختلفة في ألمانيا وأوروبا. في عام 2002، عقد مدير معهد إرنست لانج للدراسات المسكونية اجتماعًا تحت رعاية وزارة البيئة الفيدرالية الألمانية بعنوان "حوار التوجيه للأديان الممثلة في ألمانيا بشأن السياسات البيئية مع الإشارة إلى قضية المناخ" للمجتمع بين الأديان بما في ذلك البهائيين. في عام 2005، أشاد وزير الداخلية الاتحادي السابق، أوتو شيلي، بمساهمات البهائيين الألمان في الاستقرار الاجتماعي للبلاد، مشيرًا إلى أنه "لا يكفي إعلان الإيمان. من المهم أن نعيش وفقًا للقيم الأساسية لدولتنا الدستورية، وأن ندافع عنها ونجعلها آمنة في مواجهة كل معارضة. يفعل أعضاء الديانة البهائية هذا بسبب إيمانهم والطريقة التي يرون بها أنفسهم". ومع ذلك، فقد تم استبعاد البهائيين من الحوارات الأخرى حول القضايا الدينية. في عام 2007 تم الكشف عن نصب تذكاري جديد ليحل محل النصب التذكاري الذي تم هدمه في باد ميرجينثيم أثناء ألمانيا النازية. كان البهائيون من معظم أنحاء أوروبا من بين أكثر من 4600 شخص تجمعوا في فرانكفورت لحضور أكبر مؤتمر بهائي على الإطلاق في ألمانيا في فبراير 2009.

## التركيبة السكانية
تشير تقديرات عام 1997-1998 إلى وجود 4000 بهائي في ألمانيا (40 في هانوفر). في عام 2002 كان هناك 106 جمعية روحية محلية. قدر تعداد السكان الألماني لعام 2007-2008 باستخدام العينات عدد الأعضاء البهائيين المسجلين في ألمانيا بحوالي 5-6000. وقد قدرت جمعية أرشيفات بيانات الأديان (بالاعتماد على الموسوعة المسيحية العالمية) عدد البهائيين بنحو 11743 في عام 2005  و12356 بهائيًا في عام 2010. وفقًا للجمعية الروحية الوطنية للبهائيين في ألمانيا، يتألف المجتمع البهائي الألماني من حوالي 100 مجتمع محلي و6000 عضو، بحلول نهاية عام 2019.

### الفنانون
ومن بين الفنانين البهائيين الأكثر شهرة في ألمانيا:
- بيتر هيلد - ملحن وعازف بيانو.[63]
- باريسا باديي - عازفة كمان ومعلمة [64]
- بريجيت شيرين - المنسوجات [65]
- هانز ج. نوسبي - الشعر الفوتوغرافي [66]
- آن بحرينيبور - الرسم والنحت [67]

## نبوءات بشأن ألمانيا
تحتوي كتابات بهاء الله وعبد البهاء في أواخر القرن التاسع عشر وأوائل القرن العشرين على بعض النبوءات المتعلقة بألمانيا. أول ذكر لألمانيا في الدين البهائي كان عندما كتب مؤسس الدين، بهاء الله، في كتابه الأقدس في عام 1873:
يا ضفاف نهر الراين ! لقد رأيناك مغطى بالدماء، بقدر ما سُلِّطت سيوف الانتقام عليك؛ وسيكون لك دور آخر. ونحن نسمع مراثي برلين، على الرغم من أنها اليوم تتمتع بمجد واضح.
في عام 1912، وقبل وقت قصير من زيارته لألمانيا، تحدث عبد البهاء عن التوترات المتزايدة في أوروبا: 
نحن الآن على أعتاب معركة هرمجدون المذكورة في الإصحاح السادس عشر من سفر الرؤيا... الآن هو العامان القادمان، عندما تكون شرارة واحدة فقط كافية لإشعال أوروبا بأكملها... بحلول عام 1917 سوف تسقط الممالك وسوف تهز الكوارث الأرض.
وفي يناير 1920 كتب:
الأمراض التي يعاني منها العالم الآن... سوف تتضاعف، وسوف يزداد الظلام الذي يحيط بها عمقًا. وسوف يظل البلقان ساخطا. سيزداد قلقها. ستواصل القوى المهزومة تحركاتها. وسوف يلجأون إلى كل إجراء من شأنه أن يؤدي إلى إعادة إشعال شرارة الحرب.

## روابط خارجية
- البهائيون في ألمانيا
  - دار النشر البهائية
  - جمعية الدراسات البهائية لأوروبا الناطقة بالألمانية
- تسجيلات حية لـSinge die Verse Gottes في دار العبادة في ألمانيا